# Les Abrets
Les Abrets ist eine ehemalige französische Gemeinde mit 3.601 Einwohnern (Stand: 1. Januar 2022) im Département Isère in der Region Auvergne-Rhône-Alpes. Sie gehörte zum Arrondissement La Tour-du-Pin, zum Kanton Chartreuse-Guiers. Die Einwohner werden Abrésien(ne)s genannt.
Sie wurde mit Wirkung vom 1. Januar 2016 mit den früheren Gemeinden La Bâtie-Divisin und Fitilieu fusioniert und zur Commune nouvelle Les Abrets en Dauphiné zusammengelegt.

## Geographie
Les Abrets wird umgeben von den Nachbarorten Chimilin im Norden, Romagnieu im Nordosten, Pressins im Osten und Südosten, Charancieu im Süden, Saint-Ondras im Südwesten, Saint-André-le-Gaz im Westen sowie Fitilieu im Westen und Nordwesten. 
Durch die Gegend führen die frühere Route nationale 6 (heutige D1006) und 75 (heutige D1075). 

## Bevölkerungsentwicklung
| Jahr      | 1962 | 1968 | 1975 | 1982 | 1990 | 1999 | 2006 | 2011 |
| Einwohner | 2215 | 2305 | 2437 | 2795 | 2804 | 2705 | 3007 | 3531 |

## Sehenswürdigkeiten
- Kirche aus dem 19. Jahrhundert
- Domäne Fauves, heute Zoologischer Garten